# Diócesis de Susa
La diócesis de Susa (en latín: Dioecesis Segusiensis y en italiano: Diocesi di Susa) es una circunscripción eclesiástica de la Iglesia católica en Italia. Se trata de una diócesis latina, sufragánea de la arquidiócesis de Turín. Desde el 19 de febrero de 2022 su obispo es el cardenal Roberto Repole.

## Territorio y organización

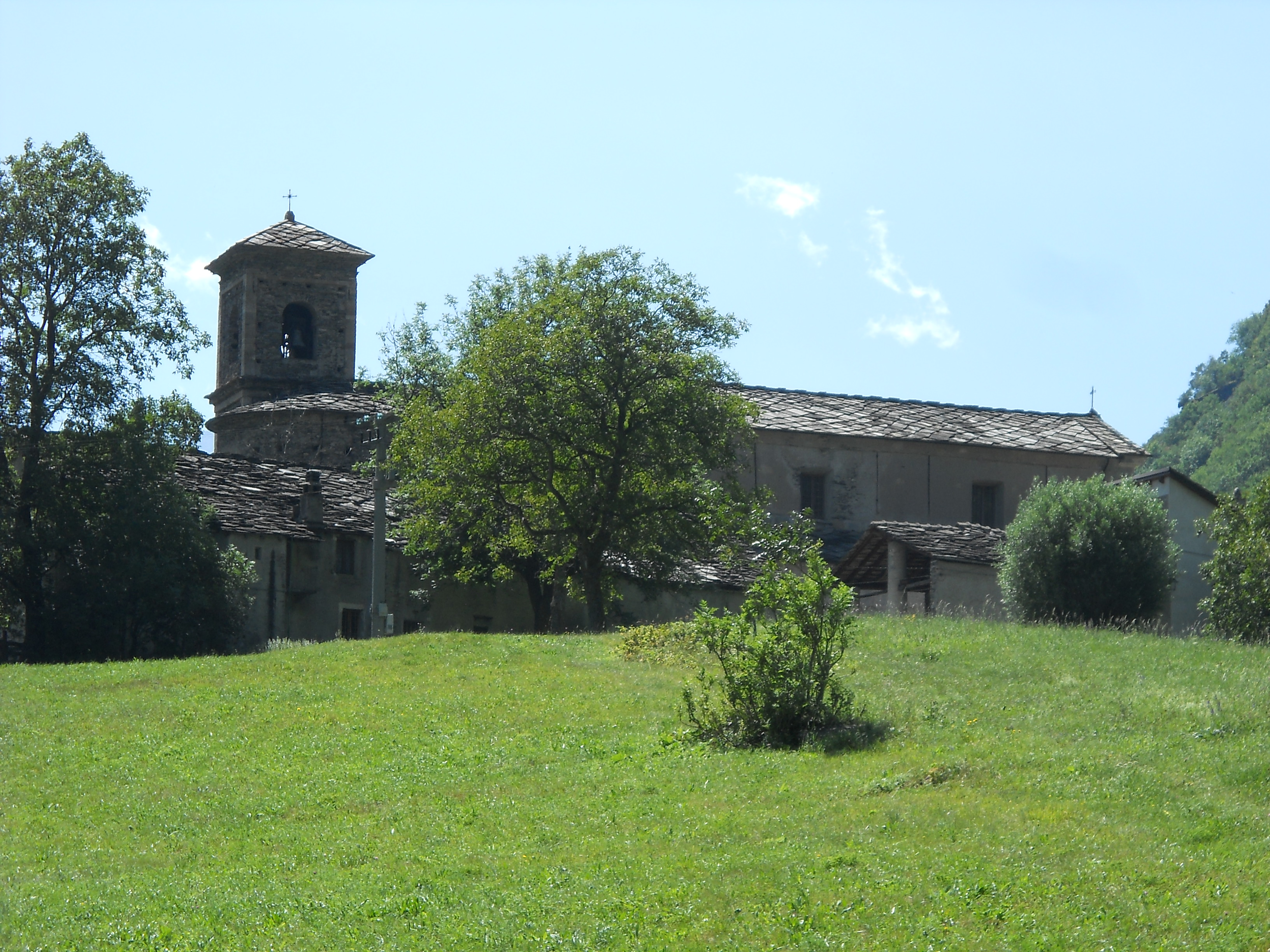
Abadía de Novalesa

La diócesis tiene 1062 km² y extiende su jurisdicción sobre los fieles católicos de rito latino residentes en parte de la ciudad metropolitana de Turín en la región de Piamonte, comprendiendo las comunas de: Bardonecchia, Oulx, Salbertrand, Sauze d'Oulx, Cesana Torinese, Sestriere, Sauze di Cesana, Claviere, Exilles, Chiomonte, Giaglione, Gravere, Venaus, Novalesa, Moncenisio, Mompantero, Susa, Meana di Susa, Mattie, Bussoleno, Chianocco, Bruzolo, San Giorio di Susa, Villar Focchiardo, Borgone Susa, San Didero, Sant'Antonino di Susa, Vaie, Chiusa di San Michele, Condove, Rubiana y Villar Dora.

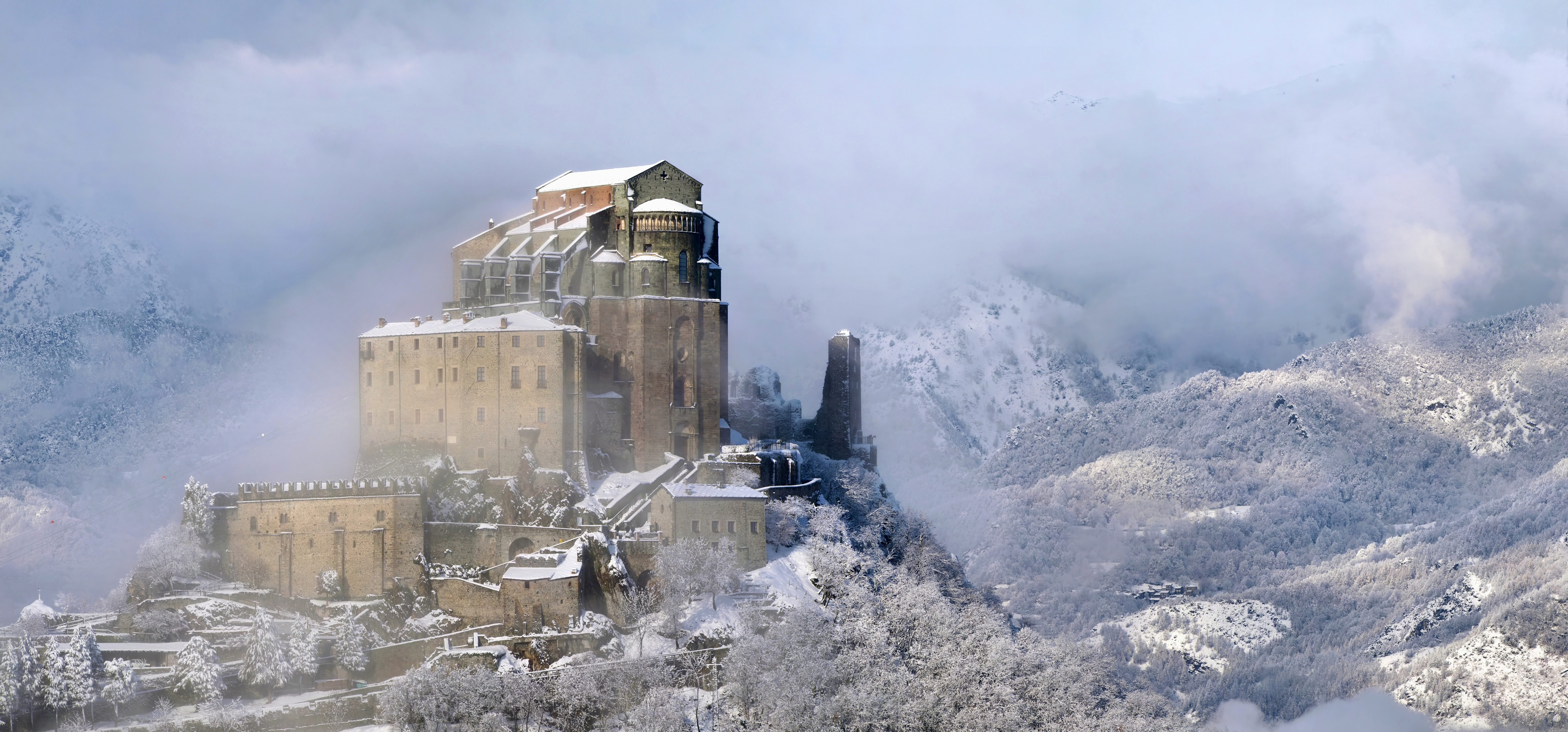
Abadía de San Michele della Chiusa, más conocida como Sacra di San Michele

La sede de la diócesis se encuentra en la ciudad de Susa, en donde se halla la Catedral de San Justo.

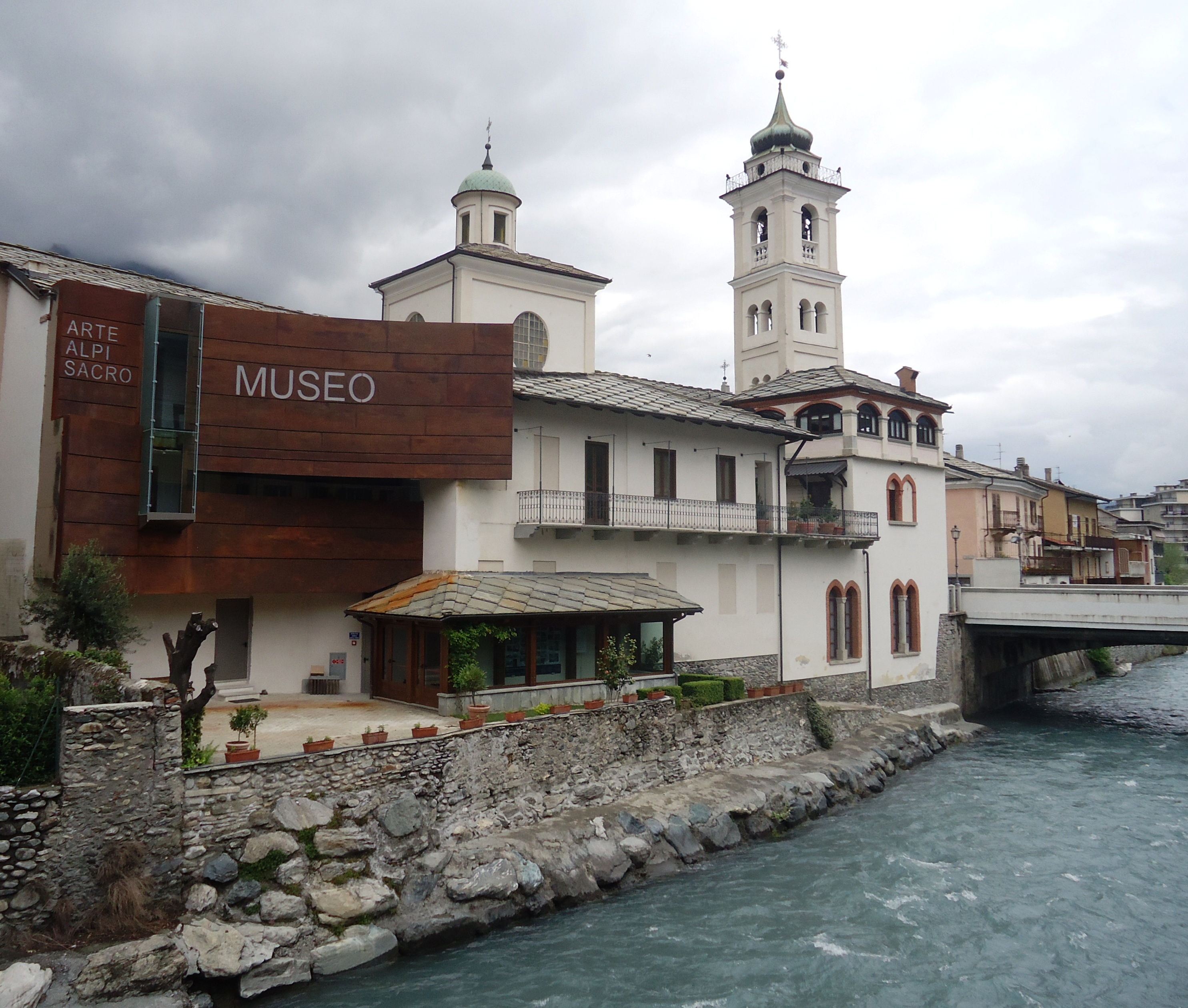
Museo diocesano de arte sacro de Susa

En 2022 en la diócesis existían 61 parroquias agrupadas en 9 vicarías:
- la vicaría de Bardonecchia comprende 9 parroquias;
- la vicaría de Oulx comprende 6 parroquias;
- la vicaría de Cesana Torinese comprende 10 parroquias;
- la vicaría de Susa comprende 5 parroquias;
- la vicaría de Novalesa comprende 4 parroquias;
- la vicaría de Bussoleno comprende 7 parroquias;
- la vicaría de Condove comprende 7 parroquias;
- la vicaría de Sant'Antonino di Susa comprende 5 parroquias;
- la vicaría de Almese comprende 8 parroquias.

## Historia
Susa es mencionada por primera vez en los documentos relativos a la fundación de la abadía de San Pedro de Novalesa en el año 726. En 887 la ciudad y el territorio formaban parte de la diócesis de Saint-Jean de Maurienne. La fundación de la abadía de San Justo en Susa, actual catedral diocesana, que durante muchos siglos fue una abadía nullius dioecesis, se remonta al siglo XI. Las abadías y centros religiosos del valle de Susa aún dan testimonio de la importancia, durante la Edad Media, de este territorio como punto de tránsito de los peregrinos que se dirigían a Roma por la Vía Francígena o a Santiago de Compostela por el Camino de Santiago.
La diócesis fue erigida el 3 de agosto de 1772 por el papa Clemente XIV mediante la bula Quod nobis, obteniendo el territorio de las jurisdicciones de las abadías nullius de San Justo de Susa, de San Pedro y Andrés de Novalesa y San Miguel de la Chiusa, a las que fueron agregadas algunas parroquias del priorato de Santa María la Mayor de Susa. En 1794 fueron anexadas a la diócesis de Susa las parroquias del alto valle (valles de Oulx, Cesana y Bardonecchia) que antes fueron administradas por la prevostura de San Lorenzo de Oulx y por el priorato de Santa María la Mayor, y que fueron asignadas el 23 de diciembre de 1748 a la diócesis de Pinerolo. La transferencia sólo se hizo efectiva tras la muerte del obispo de Pinerolo en 1797.
Después de seis años de sede vacante, durante los cuales la diócesis fue gobernada por el vicario capitular Ludovico Giuseppe Majneri, el 20 de julio de 1778 fue nombrado el primer obispo de Susa, Giuseppe Francesco Maria Ferraris, de los señores de Genola, doctor en teología, distinguido orador y teólogo de la Catedral de Pinerolo. El nombramiento como obispo fue conferido por acto del papa Pío VI previa presentación del rey de Cerdeña Víctor Amadeo III de Cerdeña; el obispo ingresó en la diócesis el 22 de noviembre de 1778.
En agosto de 1800, debido a las guerras napoleónicas, fue imposible nombrar un nuevo obispo, y la diócesis quedó vacante hasta el 1 de junio de 1803, cuando, con ocasión de la reorganización de las diócesis piamontesas deseada por Napoleón Bonaparte, la de Susa fue suprimida por el papa Pío VII e incorporada a la arquidiócesis de Turín mediante la carta apostólica Gravissimis causis. La diócesis fue restablecida el 17 de julio de 1817 por el papa Pío VII mediante la bula Beati Petri. La supresión de 1803 había afectado también a la abadía nullius de San Miguel de la Chiusa, que también fue restablecida en 1817, pero perdió el privilegio de exención de la jurisdicción episcopal y fue anexada a la diócesis de Susa.
Los primeros obispos, después de su restauración, tuvieron que trabajar para reconstruir las estructuras diocesanas, que se habían perdido en el período francés: Giuseppe Prin (1817-1822) restauró el seminario episcopal y las oficinas diocesanas; Francesco Vincenzo Lombard (1824-1830) convocó el primer sínodo diocesano en 1829. Particular atención merece la obra de Edoardo Giuseppe Rosaz, fundador de la congregación religiosa de las Monjas Franciscanas Misioneras de Susa, nombrado obispo de Susa el 31 de diciembre de 1877 y que gobernó la diócesis hasta su muerte en 1903. En 1930 se inició su proceso de canonización; fue proclamado beato el 14 de julio de 1991, durante la visita pastoral a Susa del papa Juan Pablo II.
Entre los obispos del siglo XX se recuerdan: Carlo Marozio (1903-1910), que convocó el segundo sínodo diocesano y celebró el milésimo aniversario del martirio de san Justo; Giuseppe Castelli (1910-1921), que celebró el primer Congreso Eucarístico diocesano en junio de 1920; Umberto Rossi (1921-1932), que celebró otros cinco congresos eucarísticos y dio vida a la Acción Católica diocesana; Umberto Ugliengo (1932-1953), responsable del tercer sínodo diocesano, de tres congresos eucarísticos, de dos congresos marianos y de la consagración de la diócesis al Sagrado Corazón de Jesús; Giuseppe Garneri (1954-1978), que hizo construir en Mompantero el santuario diocesano de la Virgen del Rocciamelone.
El 21 de noviembre de 1961, con la carta apostólica In Alpium Cottiarum, el papa Juan XXIII proclamó a la Beata Virgen María de Rocciamelone y a san Justo de Novalesa como principales patronos de la diócesis.
Desde el 19 de febrero de 2022 está unida in persona episcopi a la arquidiócesis de Turín.

## Estadísticas
Según el Anuario Pontificio 2023 la diócesis tenía a fines de 2022 un total de 73 410 fieles bautizados.
| Año                                                                             | Población            | Población | Población      | Sacerdotes | Sacerdotes    | Sacerdotes    | Bautizados por sacerdote | Diáconos permanentes | Religiosos | Religiosos | Parroquias |
| Año                                                                             | Bautizados católicos | Total     | % de católicos | Total      | Clero secular | Clero regular | Bautizados por sacerdote | Diáconos permanentes | Varones    | Mujeres    | Parroquias |
| ------------------------------------------------------------------------------- | -------------------- | --------- | -------------- | ---------- | ------------- | ------------- | ------------------------ | -------------------- | ---------- | ---------- | ---------- |
| 1949                                                                            | 51 220               | 52 000    | 98.5           | 122        | 116           | 6             | 419                      |                      | 14         | 121        | 62         |
| 1970                                                                            | 58 000               | 59 000    | 98.3           | 99         | 91            | 8             | 585                      |                      | 9          | 180        | 64         |
| 1980                                                                            | 62 000               | 62 500    | 99.2           | 108        | 83            | 25            | 574                      |                      | 31         | 218        | 64         |
| 1990                                                                            | 59 900               | 61 973    | 96.7           | 93         | 81            | 12            | 644                      |                      | 20         | 128        | 62         |
| 1999                                                                            | 60 000               | 62 000    | 96.8           | 75         | 64            | 11            | 800                      | 1                    | 19         | 140        | 62         |
| 2000                                                                            | 60 000               | 62 000    | 96.8           | 74         | 63            | 11            | 810                      | 1                    | 28         | 135        | 62         |
| 2001                                                                            | 60 000               | 62 000    | 96.8           | 72         | 61            | 11            | 833                      | 1                    | 26         | 123        | 62         |
| 2002                                                                            | 64 000               | 65 500    | 97.7           | 66         | 54            | 12            | 969                      | 1                    | 17         | 110        | 62         |
| 2003                                                                            | 64 000               | 65 500    | 97.7           | 64         | 51            | 13            | 1000                     | 2                    | 20         | 108        | 62         |
| 2004                                                                            | 64 000               | 65 500    | 97.7           | 59         | 46            | 13            | 1084                     | 2                    | 18         | 103        | 62         |
| 2010                                                                            | 69 000               | 76 500    | 90.2           | 51         | 42            | 9             | 1352                     | 2                    | 18         | 72         | 61         |
| 2014                                                                            | 71 000               | 78 102    | 90.9           | 42         | 34            | 8             | 1690                     | 2                    | 16         | 62         | 71         |
| 2017                                                                            | 73 400               | 79 843    | 91.9           | 40         | 34            | 6             | 1835                     |                      | 13         | 43         | 71         |
| 2020                                                                            | 74 466               | 82 740    | 90.0           | 40         | 36            | 4             | 1861                     | 2                    | 8          | 41         | 61         |
| 2022                                                                            | 73 410               | 83 460    | 88.0           | 41         | 36            | 5             | 1790                     | 2                    | 10         | 32         | 61         |
| Fuente: Catholic-Hierarchy, que a su vez toma los datos del Anuario Pontificio. |                      |           |                |            |               |               |                          |                      |            |            |            |

## Episcopologio
- Sede vacante (1772-1778)

- Giuseppe Francesco Maria Ferraris di Genola † (20 de julio de 1778-11 de agosto de 1800 nombrado obispo de Saluzzo)
  - Sede vacante (1800-1803)
  - Sede suprimida (1803-1817)
- Giuseppe Prin † (1 de octubre de 1817-18 de noviembre de 1822 falleció)
- Francesco Vincenzo Lombard † (24 de mayo de 1824-9 de febrero de 1830 falleció)
- Pietro Antonio Cirio † (24 de febrero de 1832-3 de abril de 1838 falleció)
- Pio Vincenzo Forzani † (23 de diciembre de 1839-25 de enero de 1844 nombrado obispo de Vigevano)
- Giovanni Antonio Odone † (24 de abril de 1845-9 de noviembre de 1866 falleció)
  - Sede vacante (1866-1872)
- Federico Mascaretti, O.Carm. † (23 de febrero de 1872-31 de diciembre de 1877 renunció)
- Beato Edoardo Giuseppe Rosaz † (31 de diciembre de 1877-3 de mayo de 1903 falleció)
- Carlo Marozio † (22 de junio de 1903-31 de agosto de 1910 falleció)
- Giuseppe Castelli † (23 de agosto de 1911-22 de diciembre de 1920 nombrado obispo de Cúneo)
- Umberto Rossi † (13 de junio de 1921-14 de mayo de 1932 nombrado obispo de Asti)
- Umberto Ugliengo † (24 de junio de 1932-2 de octubre de 1953 falleció)
  - Giovanni Giorgis † (31 de diciembre de 1953-22 de mayo de 1954 falleció) (obispo electo)[nota 2]
- Giuseppe Garneri † (2 de julio de 1954-31 de mayo de 1978 retirado)
- Vittorio Bernardetto † (31 de mayo de 1978-13 de diciembre de 2000 retirado)
- Alfonso Badini Confalonieri (13 de diciembre de 2000-12 de octubre de 2019 retirado)
  - Sede vacante (2019-2022)[nota 3]
- Roberto Repole, desde el 19 de febrero de 2022